# Classe Derfflinger
La classe Derfflinger era una classe di incrociatori da battaglia (Schlachtkreuzer in lingua tedesca) della Kaiserliche Marine, la marina militare dell'Impero tedesco. La costruzione delle navi fu intrapresa nell'ambito del programma di costruzioni navali del 1912-1913, avviato dalla Germania in risposta ai due nuovi incrociatori da battaglia della classe Lion, che erano stati varati qualche anno prima dalla Royal Navy britannica. La precedente classe Moltke e il SMS Seydlitz direttamente derivato da essa rappresentavano la fine dell'evoluzione della prima generazione degli incrociatori da battaglia tedeschi; la classe Derfflinger se ne distaccò per innovazione e miglioramenti, comprendenti l'armamento principale di più grande calibro e sistemato in torrette centrate rispetto alla mezzeria della nave, eliminando le torrette centrali sfalsate delle classi precedenti che avevano un campo di tiro limitato. Le navi erano anche più grandi pur usando un apparato propulsore simile e di conseguenza erano leggermente più lente per via del dislocamento maggiore.
La classe era formata da tre navi: il SMS Derfflinger, il SMS Lützow e il SMS Hindenburg. Tutte e tre le unità furono coinvolte con la Hochseeflotte nella prima guerra mondiale: il Derfflinger entrò in servizio subito dopo l'inizio della guerra e prese parte alla maggior parte delle azioni navali nel Mare del Nord, compresa la battaglia di Dogger Bank e la battaglia dello Jutland; il Lützow entrò in servizio nell'agosto 1915 e partecipò soltanto al bombardamento di Yarmouth e Lowestoft prima di affondare nello scontro dello Jutland; l'Hindenburg non entrò in servizio che nel maggio 1917, e quindi non partecipò a importanti battaglie. Il Derfflinger e l'Hindenburg furono internati a Scapa Flow dopo l'armistizio del novembre 1918; mentre ancora si discuteva del loro destino il contrammiraglio Ludwig von Reuter, che era al comando della flotta tedesca internata, ne ordinò l'autoaffondamento per evitare che le navi cadessero nelle mani della Royal Navy.

## Progetto
La Germania fu l'unica nazione oltre al Regno Unito a impostare e far entrare in servizio un considerevole numero di incrociatori da battaglia, una nuova categoria di unità sviluppata a partire dai primi anni del XX secolo. Il primo a essere realizzato fu lo SMS Von der Tann, un'unità ancora sperimentale derivata dal progetto del precedente incrociatore corazzato SMS Blücher ed entrata in servizio nel 1911: con un dislocamento di 22 000 tonnellate, la nave era armata con otto cannoni calibro 280 mm ed era capace di una velocità di 25 nodi; seguendo una linea di sviluppo poi mantenutasi costante anche dopo, l'unità tedesca era leggermente meno veloce e dotata di cannoni di calibro inferiore a quelli degli incrociatori da battaglia britannici suoi contemporanei (le tre unità della classe Invincible, capaci di una velocità di 25,5 nodi e armati con otto cannoni da 305 mm), ma poteva disporre di una maggiore corazzatura e una migliore compartimentazione interna che le garantivano una superiore capacità di sopravvivenza. Al Von der Tann seguirono poi le due unità della classe Moltke, entrate in servizio tra il 1911 e il 1912 come versione potenziata della precedente: grazie a uno scafo più lungo di quindici metri e un dislocamento aumentato a 25 000 tonnellate, le unità erano capaci di 25,5 nodi di velocità e potevano imbarcare dieci cannoni da 280 mm. Seguì poi nel 1913 il SMS Seydlitz, un progetto più innovativo seppur ancora basato sui canoni precedenti: più grande (28 000 t di dislocamento) e veloce (quasi 27 nodi), l'unità imbarcava però lo stesso armamento dei Moltke nella medesima configurazione (una torre binata a prua, due a centro nave sui due lati, e due a poppa sovrapposte).

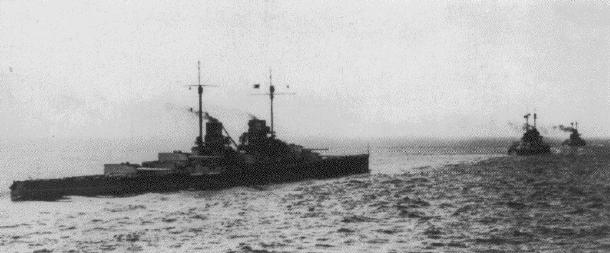
Il Derfflinger a Dogger Bank.

La classe Derfflinger fu l'ultima classe di incrociatori da battaglia tedeschi a entrare in servizio attivo. La classe fu il risultato della quarta e ultima "legge navale" (Flottennovelle, in lingua tedesca) dell'Impero tedesco, promulgata nel 1912: l'ammiraglio Alfred von Tirpitz utilizzò lo scontento dell'opinione pubblica tedesca dovuto all'intervento britannico nella crisi di Agadir del 1911 per fare pressione sul Reichstag al fine di ottenere il finanziamento del riarmo navale; la quarta legge navale garantì i fondi per tre nuovi incrociatori da battaglia, due incrociatori leggeri e un aumento degli effettivi di 15 000 tra marinai e ufficiali. Le navi che sarebbero state costruite con questi fondi furono lo SMS Derfflinger, lo SMS Lützow e lo SMS Hindenburg. Il lavoro di progettazione a cura di Hans Bürkner, capo dell'ufficio progettazione della marina tedesca, per le due prime navi iniziò nell'ottobre 1910 e continuò fino al giugno 1911; l'Hindenburg fu costruito sulla base di un progetto leggermente differente, che fu messo a punto tra il maggio e l'ottobre 1912.
Quando iniziò la progettazione, il dipartimento della marina richiese di eliminare i difetti riscontrati nelle precedenti classi di incrociatori da battaglia, che erano visti soprattutto nell'armamento principale e nella propulsione. Gli incrociatori da battaglia precedenti avevano quattro assi e la loro riduzione a tre avrebbe permesso di equipaggiare l'asse centrale con un motore Diesel, in grado di aumentare di molto l'autonomia, la velocità di carico del combustibile e di ridurre il personale necessario per la conduzione della nave. Il dipartimento della marina richiedeva poi l'aumento del calibro dei cannoni principali da 280 mm a 305 mm, ritenuto necessario per contrastare l'incremento della corazzatura fino a 300 mm delle navi britanniche più recenti. L'aumento del peso fu compensato dalla diminuzione dei cannoni, da dieci a otto: l'aggiunta netta di peso alla stazza della nave equivalse così a solo 36 tonnellate. L'ammiraglio Alfred von Tirpitz espresse contrarietà all'aumento del calibro dei cannoni, poiché continuava a ritenere il calibro di 280 mm sufficiente.
Fu impiegato un nuovo metodo costruttivo: i precedenti incrociatori da battaglia erano costruiti con una combinazione di telai longitudinali e centine trasversali, ma nella classe Derfflinger furono eliminate le centine trasversali lasciando le funzioni strutturali all'ossatura longitudinale; questa scelta permise una riduzione del peso mantenendo la robustezza strutturale. Come nelle precedenti costruzioni, lo spazio creato dal doppio scafo e dai compartimenti antisiluro fu utilizzato per lo stivaggio del carbone.
Il 1º settembre 1910 l'ufficio progettazione scelse i cannoni da 305 mm, che sarebbero stati installati in quattro torrette binate allineate alla mezzeria della nave. Lo schema delle corazzature fu mantenuto come quello adottato sul precedente Seydlitz. Nel frattempo, la pressione dell'opinione pubblica sul parlamento britannico aveva portato a un incremento delle costruzioni navali; di conseguenza, il kaiser Guglielmo II chiese che i tempi di costruzione dei nuovi incrociatori da battaglia venissero ridotti a due anni contro i tre previsti, ma la richiesta si rivelò impossibile da adempiere perché né le imprese che fornivano la corazzatura né quelle degli armamenti erano in grado di soddisfare le commesse nei tempi richiesti.

## Caratteristiche generali

### Scafo e dotazioni

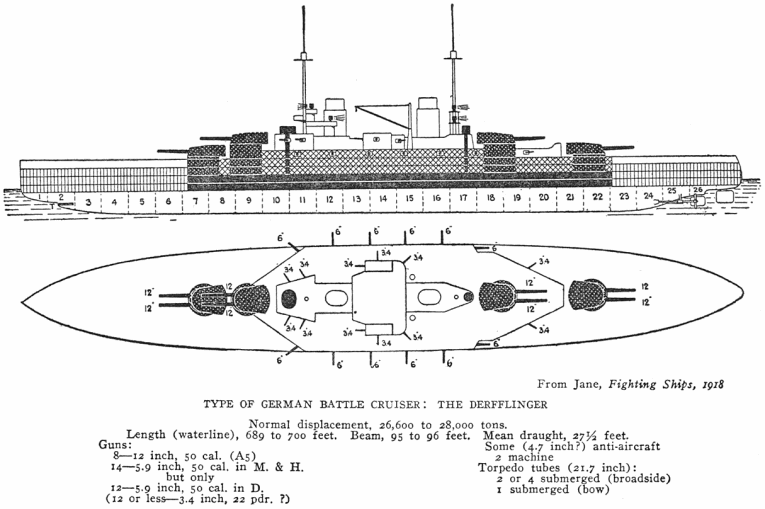
Pianta e profilo della classe Derfflinger da Janes Fighting Ships, 1919; evidenziate, in nero, le parti corazzate

Il Derfflinger e il Lützow erano lunghi 210 metri al galleggiamento e 210,4 metri fuori tutto; l'Hindenburg era leggermente più grande, con 212,5 metri al galleggiamento e 212,8 metri fuori tutto. Tutte le tre navi avevano una larghezza di 29 metri, un pescaggio di 9,2 metri a prua e 9,57 metri a poppa. La prua non era più dotata di sperone come nelle classi precedenti di incrociatori da battaglia. Il fondo era dotato di ventisei sezioni. Le prime due navi avevano un dislocamento di progetto di 26 600 tonnellate standard e fino a 31 200 tonnellate a pieno carico; l'Hindenburg aveva un dislocamento leggermente più grande, rispettivamente di 26 947 tonnellate di progetto e 31 500 tonnellate a pieno carico. Gli scafi erano formati da telai longitudinali su cui erano rivettate le lastre che formavano la chiglia. Lo scafo del Derfflinger era suddiviso in sedici compartimenti stagni, mentre il Lützow e l'Hindenburg ne avevano uno in più; tutte le tre navi avevano una doppia chiglia sul 65% dello scafo.
Le unità furono considerate eccellenti nella tenuta del mare. Lo scafo era a ponte continuo, senza un castello di prua; le navi avevano una navigazione dolce sull'onda ma il ponte della casamatta era soggetto ai colpi di mare. Le navi perdevano fino al 65% della velocità con i timoni accoppiati in tandem (cioè sullo stesso asse della linea di chiglia e non paralleli come nella maggior parte dei casi di navi a doppio timone) portati alla massima angolazione e sbandavano di 11° a causa della turbolenza indotta dal primo timone sul secondo; questi valori erano peggiori degli incrociatori da battaglia delle precedenti classi e perciò sul Derfflinger furono installati dei serbatoi anti-rollio. Le tre navi avevano un'altezza metacentrica di 2,6 metri. L'equipaggio standard era di 44 ufficiali e 1 068 marinai; quando una delle unità svolgeva il ruolo di nave ammiraglia del I. Aufklärungsgruppe ("I Gruppo da ricognizione") aveva 14 ufficiali e 62 marinai in più. La classe Derfflinger trasportava alcune imbarcazioni ausiliarie tra cui una lancia di picchetto a vapore, tre chiatte, due lance, due yawl e due scialuppe; due gru di carico, una per bordo, erano poste tra i due fumaioli.
Le navi erano dotate originariamente di due alberi militari a singolo palo, uno avanti e uno dietro ai due fumaioli; in un secondo momento l'albero anteriore fu sostituito con un albero tripode in grado di ospitare una postazione di direzione del tiro. Per il combattimento notturno vennero installati otto proiettori di scoperta notturna intorno ai due fumaioli. Dopo la battaglia dello Jutland, con l'aggiunta dell'albero tripode di prua, un altro proiettore fu montato su una coffa del tripode.

### Impianti propulsivi
Quando iniziò la costruzione del Derfflinger i motori Diesel furono giudicati inadatti per l'impiego operativo e il progetto di utilizzare tre assi fu abbandonato tornando alla tradizionale configurazione a quattro assi. Su tutte e tre le navi furono installate due gruppi di turbine a vapore che azionavano una coppia di eliche tripala ciascuno. Le eliche avevano un diametro di 3,9 metri sul Derfflinger e sul Lützow e di 4 metri sull'Hindenburg. I gruppi erano costituiti da una turbina per l'alta pressione e una per la bassa pressione: la turbina ad alta pressione muoveva gli assi esterni, mentre la turbina a bassa pressione quelli interni. Il vapore era prodotto da quattordici caldaie a tubi d'acqua con doppia fornace alimentate a carbone e otto caldaie con la stessa configurazione ma alimentate a olio combustibile. Per l'alimentazione elettrica su ogni nave erano installati due turbogeneratori a vapore e due motogeneratori Diesel per complessivi 1 660 chilowatt a 220 volt. Le navi montavano due timoni gemelli in tandem.
Le turbine dovevano produrre di progetto 63 000 hp (47 000 kW) all'asse a 280 giri al minuto. Questa potenza avrebbe dovuto dare alle navi una velocità massima di 26,5 nodi (49,1 km/h) ma durante le prove in mare i motori del Derfflinger raggiunsero 76 634 hp (57 146 kW) all'asse per 280 giri al minuto effettivi ottenendo una velocità di soli 25,5 nodi (47,2 km/h); il Lützow raggiunse 80 988 hp (60 393 kW) all'asse per 277 giri al minuto e una velocità di 26,4 nodi (48,9 km/h). L'Hindenburg doveva produrre di progetto 72 000 cavalli vapore britannici (54 000 kW) all'asse a 290 giri al minuto per una velocità massima di 27 nodi (50 km/h): nelle prove raggiunse 95 777 cavalli vapore britannici (71 421 kW) all'asse e 26,6 nodi (49,3 km/h). I collaudi furono tutti effettuati in acque costiere poiché eseguite in tempo di guerra, ma in acque profonde venne stimato che le rispettive velocità sarebbero aumentate di altri due nodi. Il Derfflinger poteva trasportare 3500 t di carbone e 1000 t di olio combustibile; l'autonomia a una velocità di 14 nodi (26 km/h) era di 5 600 miglia nautiche (10 400 km); il Lützow aveva una capacità di 3700 t di carbone e 1000 t di olio combustibile e godeva di un'autonomia non dissimile a quella del Derfflinger; l'Hindenburg trasportava 3700 t di carbone e 1200 t di olio con un'autonomia a 14 nodi di 6 100 miglia nautiche (11 300 km).

### Armamento

#### Batterie principali

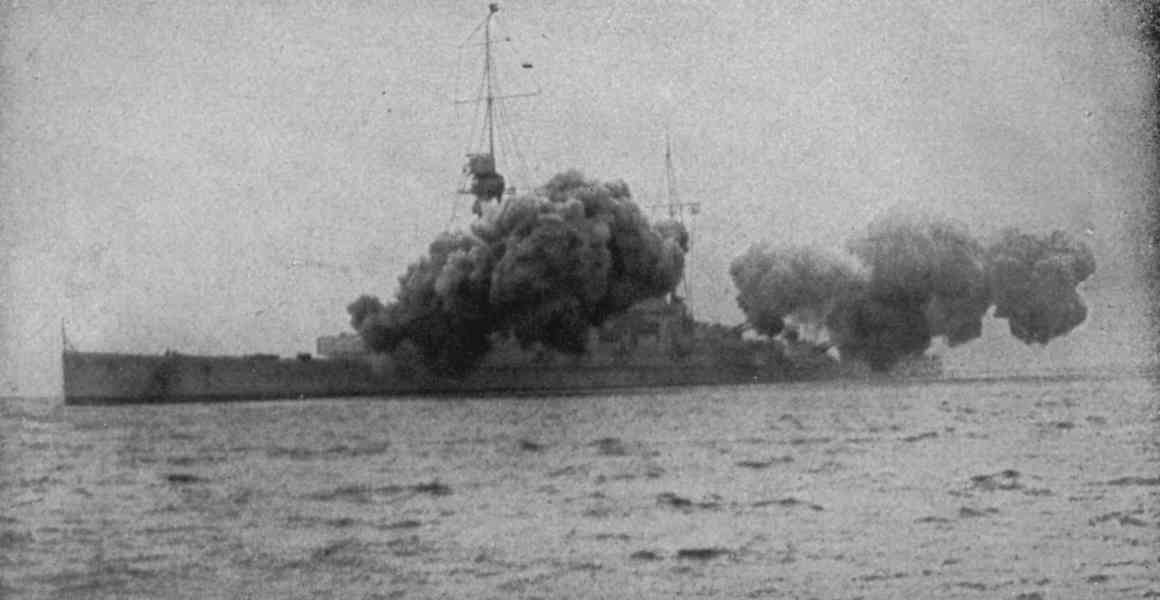
Il Derfflinger fa fuoco con i suoi cannoni principali

La classe Derfflinger era armata con otto cannoni SK L/50 da 305 mm in quattro torrette binate, due a prua delle sovrastrutture centrali e due a poppa; quelle interne erano poste più in alto per avere lo stesso campo di tiro delle torrette esterne. I cannoni erano montati su affusti Drh.L C/1912 sulle prime due navi e su affusti tipo Drh.L C/1913 sull'Hindenburg. Le torrette ruotavano in brandeggio grazie a motori elettrici mentre l'alzo, fino a 13,5° in elevazione, era idraulico. I proietti perforanti pesavano 405,50 kg e venivano sparati alla velocità alla volata di 855 m/s; alla massima elevazione la gittata era di 18 000 metri. Nel 1916 le torrette furono modificate per aumentare l'elevazione a 16° ottenendo l'incremento della gittata a 20 400 metri. La dotazione era di 720 proietti, 90 per cannone (65 perforanti e 25 semi-perforanti da utilizzare su bersagli poco protetti); erano inoltre disponibili anche i proietti da 405,90 kg con carica esplosiva ad alto potenziale. I cannoni da 305 mm avevano una cadenza di tiro di 2–3 colpi al minuto e una vita utile di 200 colpi prima della revisione; i pezzi venivano caricati con due cariche di propellente RP C/12 (una varietà di cordite): una carica principale in una cartuccia d'ottone da 91 kg e una supplementare, che veniva introdotta per prima, contenuta in un doppio involucro di seta, del peso di 34,50 kg. Le cariche erano stivate al di sotto della santabarbara dei proietti nelle prime tre torrette, mentre nell'ultima di poppa la disposizione delle due stive era invertita
Nel progetto erano previsti quattordici cannoni SK L/45 da 150 mm a tiro rapido, installati in una casamatta centrale, ma sul Derfflinger, per via dell'installazione dei serbatoi anti-rollio, due dei pezzi furono rimossi per guadagnare lo spazio necessario; il Lützow e l'Hindenburg ricevettero invece le armi di progetto. La gittata massima era di 13 500 metri poi portata a 16 800 metri; la cadenza di tiro era da cinque a sette colpi il minuto. La dotazione per ogni cannone era di 160 proietti, i quali pesavano 45,30 kg e utilizzavano una carica di lancio da 13,70 kg di RPC/12 contenuta in una cartuccia d'ottone. La velocità alla volata era di 835 m/s. La vita utile delle canne era di 1 400 colpi.

#### Controllo del tiro
Il rilevamento della distanza per il controllo del tiro era affidato a sette stereotelemetri della ditta Zeiss aventi una base di 3 metri, posizionati sulle due torri di comando, sulla coffa dell'albero e all'interno di ogni torretta, questi ultimi muniti di episcopi che attraversavano il tetto della torre. Il rilevamento di tutti i telemetri veniva trasmesso alla torre di comando anteriore, dove l'ufficiale di tiro seguiva il bersaglio con l'apparecchio di punteria generale e inseriva i dati in un calcolatore meccanico di tiro denominato EU/SV Anzeiger, introdotto dopo la battaglia di Dogger Bank del gennaio 1915 ed equivalente, nelle funzioni, al Dumaresq Mark VI in uso nella Royal Navy. L'apparecchio forniva le soluzioni di tiro che venivano trasmesse via voce (interfono e tubolature foniche) alla centrale di trasmissione posta sotto il ponte corazzato, la quale trasmetteva la soluzione di tiro e il segnale di sparo alle torrette mediante trasmettitori elettrici a corrente alternata della ditta Siemens & Halske. Lo sparo era materialmente comandato dalle singole torrette, così le salve della nave risultavano come rapide onde e non simultanee.
Il puntamento veniva fatto sulla linea di galleggiamento del bersaglio ma in tempi successivi venne spostato sui fumaioli per accrescere la massima distanza di tiro; sulle navi della classe Derffliger era montato, già alla battaglia dello Jutland, un sistema girostabilizzato simile all'Henderson Firing Gear britannico (installato, però, dai britannici solo dopo la battaglia dello Jutland), in grado di comandare il fuoco delle torrette simultaneamente, compensando gli effetti del rollio della nave. La marina tedesca adottava il concentramento del tiro a coppie, due navi adiacenti nella linea colpivano simultaneamente una sola nave avversaria. La distinzione delle salve era ottenuta con l'utilizzo di indicatori di caduta del proietto che, calcolando il tempo di volo, segnalavano agli osservatori quali spruzzi erano attribuibili alle proprie salve. Allo Jutland, il Derfflinger concentrò il tiro con il Seydlitz contro la Queen Mary. Il personale dedicato alla gestione dell'intero armamento ammontava a 750 uomini, più della metà dell'intero equipaggio, sotto il comando del primo Artillerieoffizier ("ufficiale d'artiglieria") che dirigeva il tiro dalla torre di comando anteriore. Ogni torretta dei cannoni principali aveva un equipaggio di 75 uomini di cui 24 nella camera di tiro superiore (la sola che ruotava), tredici nella sottostante camera di travaso, quattro nella camera di manovra della torre, quindici nella santabarbara delle cariche e diciannove nel deposito dei proietti. I cannoni in casamatta da 150 mm avevano un equipaggio di quindici uomini, di cui dieci al pezzo e cinque nella santabarbara per un totale di 210 uomini.

#### Calibri minori

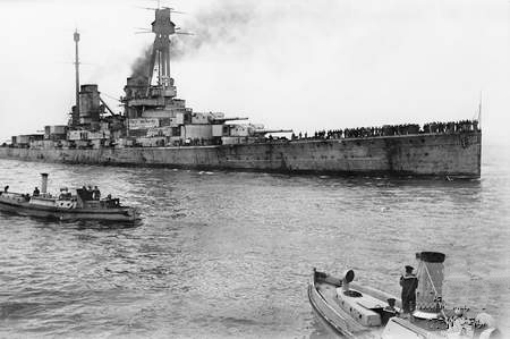
Lo Hindenburg durante l'internamento a Scapa Flow

Tutte le navi della classe erano dotate di una varietà di cannoni SK L/45 da 88 mm: al varo ne erano installati otto in postazioni singole scudate poste in aggetto, quattro nella parte anteriore della sovrastruttura e quattro nella parte posteriore, con altri quattro 88 mm FlaK L/45 attorno al fumaiolo anteriore adibiti al tiro contraereo. Solo sul Lützow vennero posizionati intorno a quello posteriore. Dopo il 1916, le quattro armi da 88 mm nella parte anteriore della sovrastruttura furono rimosse. Le armi antiaeree erano installate su brandeggi MPL C/13 che consentivano una depressione di −10° e un alzo di 70°; i proiettili in dotazione, 400 per arma, erano da 9 kg e avevano una gittata utile di 9 150 metri con alzo massimo.

#### Lanciasiluri
Le navi erano anche dotate di tubi lanciasiluri posti al di sotto della linea di galleggiamento: il Derfflinger aveva quattro lanciatori da 500 mm e le navi successive furono dotate di lanciatori da 600 mm. I lanciatori erano posizionati uno a prua, uno a poppa e due di bordata. I siluri del Derfflinger da 500 mm erano del tipo G7, lunghi 7,02 metri e dotati di una testata da 195 kg di Hexanite (miscela di TNT ed esanitrodifenilamina); l'autonomia dei siluri era di 4 000 metri alla velocità di 37 nodi e fino a 9 300 metri a 27 nodi. I siluri da 600 mm erano del tipo H8, lunghi 8 metri e con una testata da 210 kg di Hexanite; l'autonomia era di 6 000 metri a 36 nodi, mentre a 30 nodi potevano arrivare a 14 000 metri.

### Protezione

Schema della protezione sulla Derfflinger all'altezza della paratia 161; le sezioni in rosso sono quelle corazzate, i numeri danno lo spessore in millimetri

La classe Derfflinger di incrociatori da battaglia era dotata della corazzatura cementata Krupp, utilizzata in tutte le principali navi da guerra tedesche dell'epoca. La corazza di murata aveva uno spessore di 300 mm nella parte centrale della nave, dove erano concentrate le parti vitali, comprese le sale macchine e le stive delle munizioni. Alle estremità la corazza si assottigliava: verso prua 120 mm e 100 mm verso poppa. La prua era protetta con 30 mm di corazza, mentre la poppa non aveva protezione; una controcarena anti-siluro da 45 mm posta all'interno dello scafo, sotto la linea di galleggiamento, era estesa dalla torretta di poppa a quella di prua su entrambi i lati. Il ponte principale presentava una protezione che andava da 30 mm nelle zone meno critiche fino a 80 mm in quelle più importanti per la sopravvivenza della nave.
La torre di comando anteriore era pesantemente corazzata: i lati 300 mm e la copertura 130 mm. La torre posteriore era meno protetta, rispettivamente 200 mm e 50 mm. Anche le torrette dei cannoni erano pesantemente corazzate: 270 mm i lati e 110 mm sul tetto; sull'Hindenburg lo spessore del tetto delle torrette fu aumentato a 150 mm. I cannoni da 150 mm erano installati in una casamatta spessa 150 mm e ogni pezzo disponeva inoltre di un proprio scudo da 70 mm.
Le navi della classe, tranne lo Hindenburg, montarono dal varo una rete metallica antisiluro su entrambi i bordi che veniva estesa da una serie di buttafuori, formando così una barriera a protezione dagli ordigni; con la nave in navigazione la rete veniva raccolta e agghindata sui bordi. Dopo la battaglia dello Jutland, dove il Derfflinger dovette fermarsi per liberarsi dalle reti danneggiate, queste furono rimosse, come su tutte le altre navi della Hochseeflotte, in quanto ormai ritenute inutili e pericolose.
La robustezza della costruzione è testimoniata dal fatto che durante la battaglia dello Jutland il Lützow venne colpito da ben ventiquattro colpi di grosso calibro e da un siluro prima di dover essere autoaffondato, mentre il Derfflinger incassò diciassette colpi riuscendo a tornare alla base.

## Costruzione

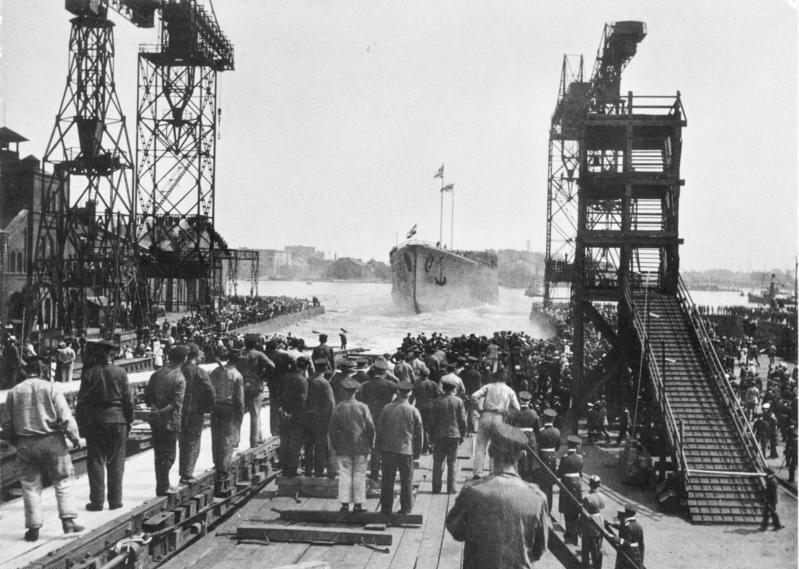
Il varo dell'Hindenburg, il 1º agosto 1915

Delle tre navi della classe solo il Derfflinger fu ordinato in aggiunta alla flotta, sotto la denominazione provvisoria di "K", mentre le altre due unità dovevano sostituire navi divenute obsolete: il Lützow fu ordinato sotto il nome di Ersatz Kaiserin Augusta ("Sostituto dell'Imperatrice Augusta") poiché doveva rimpiazzare il vecchio incrociatore protetto SMS Kaiserin Augusta (varato nel 1892) e il contratto dell'Hindenburg fu aperto con il nome provvisorio di Ersatz Hertha ("Sostituto dell'Herta") in quanto sostituto dell'incrociatore protetto SMS Hertha (varato nel 1897).
Il Derfflinger fu costruito dai cantieri Blohm & Voss di Amburgo con il numero di cantiere 213; fu la nave meno costosa delle tre, per un totale di 56 milioni di Goldmark di costi di realizzazione. La nave era pronta al varo il 14 giugno 1913, ma durante la cerimonia una delle slitte in legno che la sostenevano si bloccò e solo un mese dopo, il 12 luglio, fu possibile vararla; entrò poi in servizio nella Hochseeflotte il 1º settembre 1914, poco dopo l'inizio della prima guerra mondiale. Il Lützow fu costruito nei cantieri di Schichau di Danzica con il numero di cantiere 885 al prezzo di 58 milioni di Goldmark; la nave fu varata il 29 novembre 1913 e dopo lunghi test entrò in servizio l'8 agosto 1915. L'Hindenburg fu impostato nei cantieri imperiali di Wilhelmshaven con il numero di cantiere 34 e per un costo complessivo di 59 milioni di Goldmark, risultando così il più costoso dei tre incrociatori. Fu varato il 1º agosto 1915 ed entrò in servizio il 10 maggio 1917.

## Unità
| Nome            | Cantiere                           | Impostazione    | Varo             | Entrata in servizio | Destino finale |
| --------------- | ---------------------------------- | --------------- | ---------------- | ------------------- | --- |
| SMS Derfflinger | Blohm & Voss di Amburgo            | 30 marzo 1912   | 12 luglio 1913   | 1º settembre 1914   | Autoaffondato a Scapa Flow il 21 giugno 1919; lo scafo fu recuperato nel 1939 e poi demolito nel 1948                                                     |
| SMS Lützow      | Schichau di Danzica                | maggio 1912     | 29 novembre 1913 | 8 agosto 1915       | Autoaffondato il 1º giugno 1916 al largo delle coste tedesche, nella posizione 56° 15′ N 5° 53′ E, a causa dei danni patiti nella battaglia dello Jutland |
| SMS Hindenburg  | Kaiserliche Werft di Wilhelmshaven | 1º ottobre 1913 | 1º agosto 1915   | 10 maggio 1917      | Autoaffondato a Scapa Flow il 21 giugno 1919; lo scafo fu recuperato nel 1930 e poi demolito                                                              |

### SMS Derfflinger
Battezzata Derfflinger in onore del Generalfeldmarschall Georg von Derfflinger, la nave entrò in servizio il 1º settembre 1914: un equipaggio civile trasferì l'incrociatore da Amburgo a Kiel attraverso lo Skagen e per la fine di ottobre fu assegnato al I. Aufklärungsgruppe ("I Gruppo da ricognizione"), sebbene alcuni danni subiti dalle turbine durante i test in mare impedirono alla nave di prendere servizio attivo fino al 16 novembre. La prima azione a cui partecipò fu il bombardamento di Scarborough, Hartlepool e Whitby del 15 dicembre, mentre il 24 gennaio 1915 fu presente alla battaglia di Dogger Bank: la nave fu colpita da un proietto da 343 mm sparato da uno degli incrociatori da battaglia britannici, ma in compenso danneggiò gravemente l'incrociatore HMS Lion. Le riparazioni furono completate per 16 febbraio seguente, ma il 28 giugno la turbina di dritta subì un guasto accidentale e la nave fu fermata per riparazioni fino ad agosto. Il 24 aprile 1916 il Derfflinger prese poi parte al bombardamento di Yarmouth e Lowestoft.

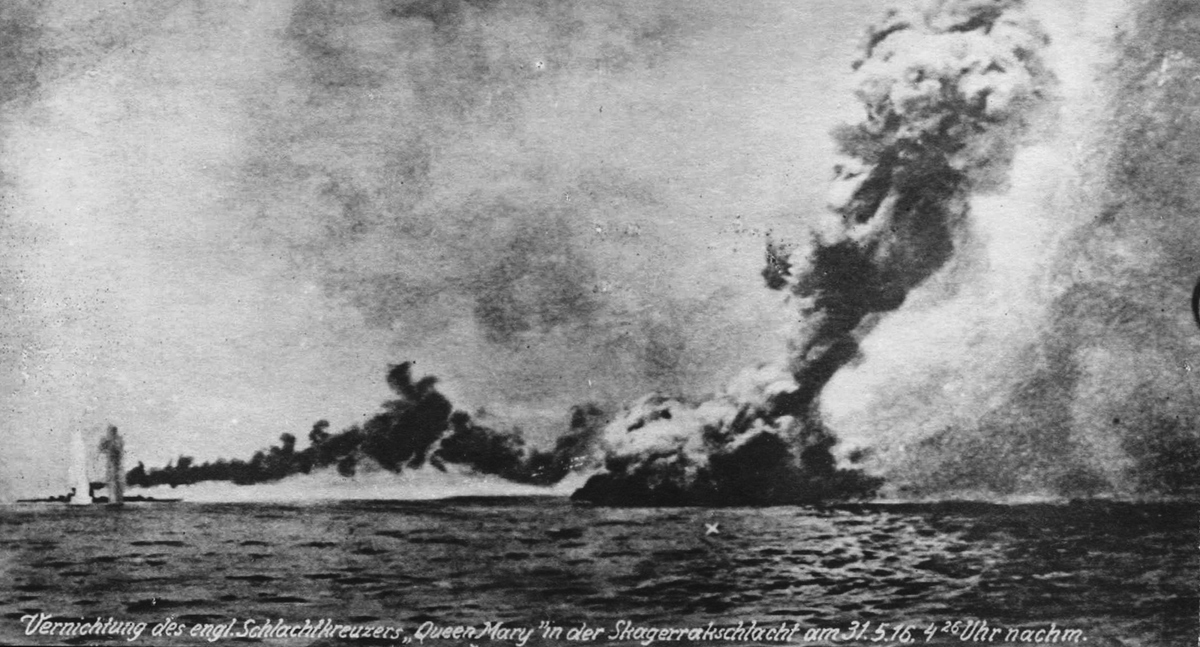
L'affondamento della Queen Mary

Il 31 maggio 1916 il Derfflinger combatté duramente nel corso della battaglia dello Jutland, seconda nave nella linea degli incrociatori da battaglia tedeschi: fu colpito da ventuno proietti di grosso calibro ma inflisse pesanti danni alla squadra di incrociatori da battaglia britannici. Alle 16:26 l'incrociatore HMS Queen Mary affondò in seguito all'esplosione della santabarbara, dopo essere stato colpito da una pioggia di proietti provenienti sia dal Derfflinger sia dal SMS Seydlitz; due ore dopo, alle 18:30, stessa sorte toccò all'incrociatore HMS Invincible, raggiunto dai colpi del Derfflinger e del pari classe Lützow. Durante lo scontro entrambe le torrette di poppa del Derfflinger furono distrutte e l'equipaggiò subì la perdita di 157 uomini, oltre a 26 feriti: in assoluto le maggiori perdite patite nella battaglia da una singola nave non affondata. La resistenza ai colpi ricevuti gli fece guadagnare presso i nemici l'appellativo di Iron Dog ("cane di ferro" in lingua inglese). Le riparazioni durarono fino al 15 ottobre e compresero la sostituzione dell'albero di prua con un tripode; la nave partecipò fino a novembre a diverse esercitazioni in mare per poi tornare in servizio nella flotta.
In seguito alla resa della Germania nel novembre del 1918, il Derfflinger venne condotto presso la base britannica di Scapa Flow insieme alla maggioranza della Hochseeflotte e qui internato in attesa della conclusione delle trattative di pace. Il 21 giugno 1919 il comandante della flotta tedesca, contrammiraglio Ludwig von Reuter, ordinò l'affondamento della Hochseeflotte mentre la Grand Fleet britannica era in esercitazione. Il Derfflinger colò a picco alle 14:45. Lo scafo dell'incrociatore fu recuperato nel 1939 e ancorato, ancora capovolto, al largo dell'isola di Rysa fino al 1946, quando fu rimorchiato presso il porto di Faslane per essere demolito, operazione che terminò nel 1948. La campana della nave fu restituita alla Marina federale tedesca il 30 agosto 1965.

### SMS Lützow
Il Lützow fu così battezzato in onore del generalmajor Ludwig Adolf Wilhelm von Lützow, promotore e comandante dei Lützowsches Freikorps, una milizia volontaria che combatté nelle guerre napoleoniche. Entrò in servizio per l'8 agosto 1915 e iniziò le prove in mare. Il 25 ottobre, la turbina di bassa pressione di dritta si danneggiò gravemente: le riparazioni furono effettuate a Kiel e durarono fino al gennaio 1916, a cui seguirono ulteriori prove in mare che furono ultimate per il 19 febbraio. Il Lützow entrò in servizio nel I. Aufklärungsgruppe il 20 marzo e prese parte a due missioni, il 25 marzo e il 21–22 aprile, senza incontrare navi alleate. Il 23 aprile il Lützow, il Derfflinger, il Moltke, il Seydlitz (nave ammiraglia) e il Von der Tann salparono per bombardare Yarmouth; mentre si avvicinavano all'obiettivo il Seydlitz urtò una mina e di conseguenza l'ammiraglio di squadra Franz von Hipper si trasferì sul Lützow. Durante la missione, gli incrociatori da battaglia si scontrarono con il naviglio sottile britannico: il Lützow attaccò l'incrociatore leggero HMS Conquest e lo colpì più volte.

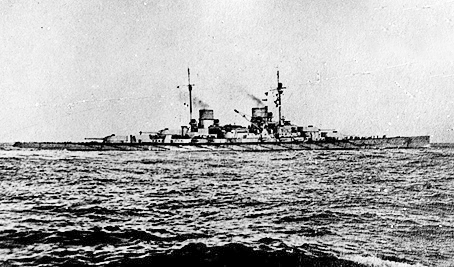
Il Lützow in navigazione, 1916

Alla battaglia dello Jutland il Lützow fu la prima nave nella linea di battaglia tedesca e l'ammiraglia di Hipper, attirandosi il fuoco degli incrociatori da battaglia britannici e venendo colpita anche sotto la linea di galleggiamento. Nelle fasi iniziali dello scontro fra incrociatori da battaglia, il Lützow colpì numerose volte il suo avversario, l'incrociatore HMS Lion: un colpo centrò la torretta centrale "Q" del Lion e ne fece detonare le munizioni, generando un'esplosione che quasi distrusse la nave. Poco dopo le 19:00 gli incrociatori corazzati britannici HMS Defence e HMS Warrior incrociarono accidentalmente la linea tedesca: il Lützow aprì il fuoco per primo, seguito da molte altre navi da battaglia, e una tempesta di proietti di grosso calibro investì gli incrociatori britannici. Una salva fu particolarmente efficace perché penetrò la santabarbara del Defence e lo fece letteralmente saltare in aria mentre il Warrior ebbe le armi e le sovrastrutture distrutte, affondando solo ore dopo. Mentre si svolgevano questi eventi, le forze fresche costituite dagli incrociatori del 3rd Battlecruiser Squadron iniziarono l'attacco alla linea tedesca: tra le 19:26 e le 19:34 il Lützow fu colpito da quattro proietti da 305 mm a prua che in seguito si rivelarono fatali per la nave ma, nonostante il fuoco britannico, alle 19:30 il tiro combinato del Lützow e del Derfflinger distrusse l'incrociatore da battaglia Invincible. Alle 20:15, il Lützow era stato colpito altre cinque volte.
Per le 22:15 il Lützow aveva imbarcato 2 400 tonnellate d'acqua ed era pericolosamente basso sull'acqua a prua. Dopo mezzanotte fu tentato di dare macchine indietro per ridurre l'allagamento dei ponti di prua, ma il tentativo fallì poiché le eliche fuoriuscirono parzialmente dall'acqua impedendo la manovra; per le 02:20, le eliche ed entrambi i timoni fuoriuscirono dall'acqua e l'unità rimase senza governo. Fu dato l'ordine di abbandonare la nave e alle 02:47 il Lützow fu affondato dalla torpediniera tedesca G38. L'equipaggio, raccolto da quattro torpediniere, dovette lamentare 115 morti e 50 feriti.

### SMSHindenburg

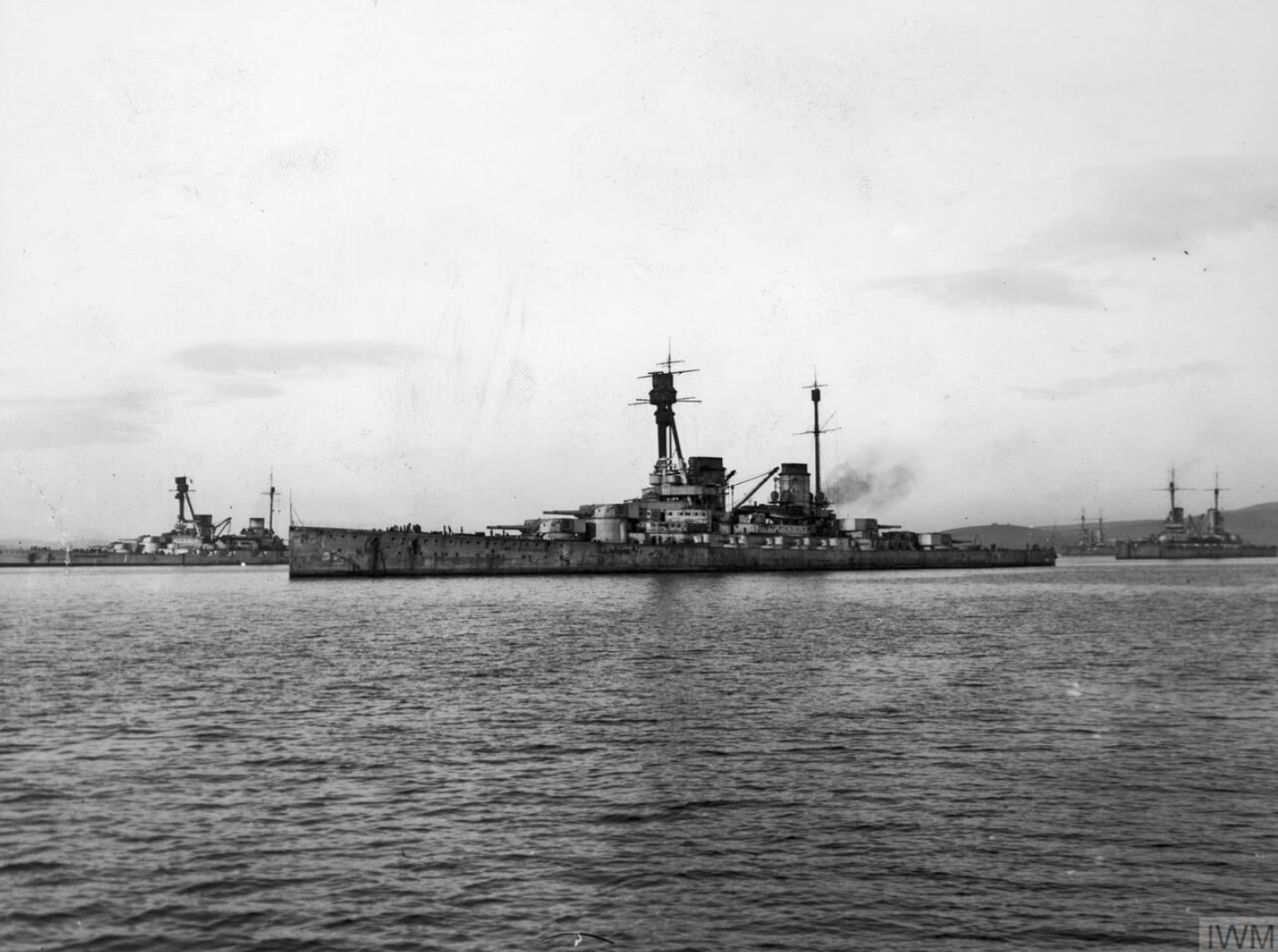
Lo SMS Hindenburg presso Scapa Flow, 1919; in secondo piano, sulla sinistra il Derfflinger

Lo Hindenburg fu l'ultima nave da battaglia costruita dai cantieri tedeschi prima della fine della guerra e perciò ebbe un breve servizio attivo, entrando nei ranghi della Hochseeflotte il 10 maggio 1917 per essere pienamente operativo il 20 ottobre seguente, comunque troppo tardi per partecipare ad alcuna importante azione navale della prima guerra mondiale. Il 17 novembre l'Hindenburg e il Moltke fornirono supporto tattico ai dragamine al largo della costa tedesca quando questi vennero attaccati da navi britanniche: la battaglia fu breve e quando l'Hindenburg e la Moltke arrivarono su luogo dello scontro le navi britanniche si erano già ritirate. Il 23 novembre l'Hindenburg sostituì il Seydlitz come ammiraglia del I. Aufklärungsgruppe. Il 23 aprile 1918 partecipò alla fallita sortita in forze nel Mare del Nord per intercettare un convoglio alleato; il Moltke ebbe una grave avaria in viaggio e di conseguenza il viceammiraglio Hipper decise di far rientrare la flotta. L'11 agosto 1918 Hipper fu promosso ammiraglio e gli fu affidato il comando della Hochseeflotte; il contrammiraglio Ludwig von Reuter sostituì Hipper al comando del I. Aufklärungsgruppe, e la sua bandiera fu issata sull'Hindenburg il giorno dopo.
L'Hindenburg si arrese, con il resto della Hochseeflotte, il 24 novembre 1918 e fu scortato presso la base navale britannica di Scapa Flow. Il 21 giugno 1919 l'incrociatore si autoaffondò con il resto della flotta tedesca: l'Hindenburg fu l'ultima nave ad affondare, alle 17:00. Lo scafo fu recuperato il 23 luglio 1930 e demolito presso i cantieri di Rosyth tra il 1930 e il 1932; la campana della nave fu restituita alla Marina federale tedesca il 28 maggio 1959.

### Riferimenti
1. 1 2 3  Valzania, 2004, p. 29.
2. ↑  Herwig, 1980, p. 77.
3. ↑  Herwig, 1980, p. 81.
4. ↑  Giorgerini, 1981, p. 313.
5. 1 2 3 4  Gröner, 1990, p. 56.
6. 1 2 3  Staff, 1980, p. 34.
7. ↑  Staff, 1980, pp. 34-35.
8. ↑  Gröner, 1990, pp. 54-55.
9. 1 2 3 4 5 6 7  Gröner, 1990, p. 57.
10. 1 2  Gröner, 1990, p. 57.
11. ↑  Staff, 1980, p. 47.
12. ↑  Grießmer, 1995, tavole fuori testo.
13. ↑  Staff, 1980, p. 37.
14. ↑   World One War: Worlds Fastest Battleship, su smnmcshannon.hubpages.com. URL consultato il 26 aprile 2014.
15. ↑  Staff, 1980, p. 35.
16. 1 2 3 4 5  Staff, 1980, p. 36.
17. ↑  NavWeaps (30,5 cm/50).
18. ↑  NavWeaps (15 cm/45).
19. 1 2 3  Brooks, 2004, p. 222.
20. ↑  Hase,1921, p. 80.
21. ↑  NavalIntelligence, 1920, p. 2.
22. ↑  Friedman, 2008, p. 164.
23. 1 2  Friedman, 2008, p. 163.
24. ↑  Hase, 1921, p. 75.
25. 1 2  Hase, 1921, p. 89.
26. ↑  NavWeaps (8.8 cm/45).
27. ↑  NavWeaps (Torpedoes).
28. ↑  Giorgerini, 1981, p. 314.
29. ↑  Hase, 1921, p. 191.
30. ↑   Chuck Hawks, Battlecruisers, Large Cruisers, & Pocket Battleships of World War II, su chuckhawks.com. URL consultato il 26 aprile 2014.
31. 1 2 3  Staff, 1980, p. 39.
32. ↑  Gröner, 1990, pp. 56-57.
33. ↑  Staff, 1980, pp. 39-40.
34. ↑  Staff, 1980, p. 40.
35. ↑  Tarrant, 1995, pp. 138-140.
36. ↑  Staff, 1980, p. 41.
37. 1 2  Staff, 1980, p. 42.
38. ↑  Staff, 1980, p. 17.